# ولاد موسى (ولاد نوال)
ولاد موسى هو دُوَّار يقع بجماعة أولاد نوال، إقليم سيدي قاسم، جهة الرباط سلا القنيطرة في المملكة المغربية. ينتمي الدوّار لمشيخة ولاد نوال التي تضم 12 دوار. يقدر عدد سكانه بـ 681 نسمة حسب الإحصاء الرسمي للسكان والسكنى لسنة 2004.

## روابط خارجية
- البوابة الوطنية للجماعات الترابية
- المندوبية السامية للتخطيط